# Daanosaurus
Daanosaurus zhangi
Genre
Espèce
Daanosaurus (qui signifie « lézard de Da'an » d'après le district de Da'an à Zigong, Sichuan en Chine) était un genre de dinosaures sauropodes Brachiosauridae qui vivait au Jurassique supérieur (étage Oxfordien - Tithonien, environ 163-145 Ma). 
L'espèce type de la formation de Shaximiao a été décrite en 2005 sous le nom de Daanosaurus zhangi.

## Présentation
Il vivait dans ce qui est aujourd'hui la Chine (province du Sichuan) et ressemblait à Bellusaurus. Lorsqu'il a été décrit, Daanosaurus a été placé dans les Bellusaurinae, une sous-famille de Brachiosauridae que Dong Zhiming avait créé en 1990 pour contenir Bellusaurus, ou les Klamelisauridae (maintenant fusionnés avec les Brachiosauridae), utilisés pour abriter Klamelisaurus et peut-être aussi Daanosaurus et Abrosaurus,. Plus récemment, d'autres auteurs ont placé Daanosaurus dans les Eusauropoda, potentiellement les Macronaria,.
La taille adulte est inconnue en raison du manque de restes fossiles. L'holotype (ZDM 0193), qui est le seul spécimen connu, était un juvénile.